# Стратан Андрій
Андрей Стратан (* 3 вересня 1966) — молдовський державний і громадсько-політичний діяч, дипломат, генерал-майор митної служби Молдови.

## Біографія
Андрей Стратан народився 3 вересня 1966 року в Кишиневі, де закінчив економічний факультет Технічного університету Молдови. Також закінчив Державний університет Молдови, юридичний факультет. Стратан є доктором економічних наук. Володіє двома іноземними мовами: російською та англійською.
З 1991 Стратан працював на різних посадах. Згодом став заступником, а у 1998 році і сам обійняв посаду генерального директора Митного департаменту Молдови, на якій пропрацював до 2001-го. У 2002 став першим заступником міністра закордонних справ Молдови з питань європейської інтеграції, у 2003-му — директором Департаменту європейської інтеграції МЗС Молдови. У 2004 році очолив міністерство закордонних справ та європейської інтеграції Молдови. У цей час є заступником прем'єр-міністра Молдови.